# Звонимир Шепарович
Звонимир Шепарович (хорв. Zvonimir Šeparović; 14 вересня 1928, Блато — 30 січня 2022) — хорватський правник, політик, колишній професор кримінального права Загребського університету. Також відомий як піонер віктимології і затятий противник смертної кари.
1966 р. здобув докторський ступінь у Люблянському університеті.
Без будь-якої формальної партійності чи іншої політичної належності став у 1991 р. міністром закордонних справ у «національному уряді» Франьо Грегурича. 1992 р. став Постійним представником Хорватії при ООН. Залишався активним у громадському житті і у певний момент став як членом ХДС, так і членом Центрального комітету цієї партії.
2000 р. вступив у президентські перегони як незалежний кандидат на відміну від офіційного кандидата від ХДС Мате Гранича. Фінішував останнім і, як тільки дізнався про прогнозовані результати, закликав своїх прибічників проголосувати у другому турі за Дражена Будішу.
Одружений із репортеркою Хорватського радіотелебачення Бранкою Шепарович.